# Ireland Baldwin
Ireland Eliesse Basinger-Baldwin (Los Angeles, 23 d'octubre de 1995) és una model estatunidenca. Filla dels actors Kim Basinger i Alec Baldwin, va començar una carrera de model amb l'agència IMG Models a partir de març del 2013. El 2014 es va acostar al món del cinema amb el rol de Sally a la pel·lícula Grudge Match.